# Утоплена (балада)
«Уто́плена» — одна із ранніх романтичних балад Тараса Шевченка написана 8 грудня 1841 року в С.-Петербурзі.

## Написання та публікація
22 листопада 1841 року Г. Ф. Квітка-Основ'яненко сповістив Шевченка про намір І. Є. Бецького видати в Харкові альманах «Молодик» і прохав: «Будьте ласкаві, пришліть йому яку думку Вашу або відірвіть від готового чого який шматочок та й пришліть на моє ім'я аж у самісінький Харків. Велике Вам спасибі скаже… Не будете жалкувати, у чесній компанії та між добрими людьми будете. Та коли б хутенько, бо вже скоро відошле у цензуру». Шевченко відгукнувся листом до Г. Ф. Квітки-Основ'яненка від 8 грудня 1841 року: «Вибачайте, батечку, що найшлося, те і посилаю, а „Ганнусю“ сьогодня нашвидку скомпонував, та і сам не знаю, чи до ладу, чи ні. Подивіться ви на неї гарненько та й скажіть щиру правду, як побачите, що вона дуже вже безецна (бо вона мені так здається), то не давайте й дрюкувать. Нехай іде відкіль взялася». «Ганнусею» Шевченко назвав «Утоплену». Разом з автографом балади «Утоплена» Шевченко надіслав до «Молодика» «Песню караульного у тюрьмы» из драмы «Невеста»" та дрібні поезії, з яких у «Молодику» було опубліковано «Думку» («Тяжко-важко в світі жити…») та «Н. Маркевичу». За автографом, надісланим через Г. Ф. Квітку-Основ'яненка І. Є. Бецькому, баладу надруковано в альманасі «Молодик».
З «Молодика» баладу наприкінці 1850-х років переписав І. М. Лазаревський. Переглядаючи після повернення із заслання цей список, Шевченко зробив декілька виправлень у рядках 11 — 12, 34, 41 — 44, 54, 55 — 56, 58, 60, 66, 68 — 70, 78, 96, 120—124, 160.
Найімовірніше, з альманаху «Молодик» на початку 1859 року (не пізніше 28 квітня) поет переписав твір до наготованої до видання збірки «Поезія Т. Шевченка. Том первий». Цей автограф не розшукано. З розшитих між 28 листопада та 5 грудня 1859 року аркушів рукопису «Поезія Т. Шевченка. Том первий» баладу надруковано в «Кобзарі» 1860 року з відмінами від тексту «Молодика» в рядках 13, 18, 54, 55 — 56, 63, 68, 72, 77, 112, 119, 143, 146, 181 і без урахування виправлень, зроблених поетом у списку І. М. Лазаревського.
Незабаром після виходу «Кобзаря» 1860 року у світ Шевченко в своєму робочому примірнику книжки зробив виправлення в рядках 55 — 56, 63, 68. Текст робочого примірника «Кобзаря» 1860 року остаточний.
Балада поширювалась у рукописних списках. За першодруком виконано список у недатованому збірнику без назви, за «Кобзарем» 1860 року у збірці «Сочинения Т. Г. Шевченка. Составлено 1862 года» та в рукописному «Кобзарі» 1866 року; за невідомим джерелом у «Кобзарі» 1861 року, що належав І. П. Левченку.

## Автограф та датування
Зберігся чистовий автограф твору на окремому аркуші, який є найранішим відомим текстом балади, він зберігається в Інституті літератури ім. Т. Шевченка Автограф датовано: «С. Петербург. Декабря 8 1841 року». Твір Датується за автографом: 8 грудня 1841 року, С.-Петербург.

## Сюжет
Балада починається із «заспіву» — вітер питає в осоки хто «по сім боці чеше косу», а «по тім боці рве на собі коси». Автор відповідає своїм читачам, що це дочка й мати. Колись мати була молодою і гарною жінкою-вдовою за якою «козаки ходили». І от у неї народилась від когось дочка і легковажна мати залишає свою дитину в чужому селі на чужих людей.
...а вдовиця
В неділю і в будень
З жонатими, з парубками
пила та гуляла...
Та пройшли роки і мати постаріла, а її донька, яку назвали Ганною, виросла красунею. Тепер «козаки, як хміль отой, в'ються круг Ганнусі». А особливо за Ганнусею впадає молодий рибалка. Мати заздрить дончиній вроді і вирішує отруїти Ганнусю:
...Заворожена!.. Стривай же! —
Шепче люта мати.
Треба трути роздобути...
Вона дістає у відьми отруту, проте та не подіяла на дівчину.
Мати пропонує доньці сходи й скупатись у ставку, на що та погоджується. За ними тим часом спостерігав з того боку ставка «рибалонька». Мати Ганнусі навісніє від злості бачачи молодість і красу дочки. Ніби божевільна вона накидується на неї і вони падають разом у воду. Рибалонька кидається у воду, щоб урятувати свою кохану, проте пізно він звільняє Ганнусю із закляклих рук матері — вона мертва. На жовтому піску лежить мертва утоплена, «а знею стара люта мати», що теж загинула. З відчаю молодий рибалка теж топиться у ставку.
Згодом ставок заріс осокою і в ньому більш ніхто не купається. Його обминають стороною бо вважають проклятим. А вночі випливає зі ставу мати вся синя, страшна та розхристана і «рве на собі коси». На іншому боці хвиля виносить Ганнусю і молодого рибалку, з яким вона тепер навіки разом. Як запевняє автор ніхто того дива незнає:
...Тільки вітер з оскою
Шепче: «Хто се, хто се 
Сидить сумно над водою,
Чеше довгі коси?»

## Художні образи і засоби
У баладі протиставляються образи дочки й матері. Створюючи образ матері Шевченко використовує алітерацію. Старіюча, колись гуляща, вдова настільки ненавидить дочку-байстря за її молодість і вроду, що вирішує звести Ганну зі світу під час купання в ставку. Злочин вдається, але й сама винуватиця Ганниної смерті гине. У романтичному дусі Шевченко показує смерть Ганниного нареченого, який вдається до самогубства, не в змозі далі жити без коханої. Всі балади Шевченка побудовані на реальному ґрунті, мають реалістичну основу, фантастичні ж мотиви посідають порівняно незначне місце. Фантастика балад фольклорного походження. У Шевченкових баладах немає страхіть, відсутня містика. Цим вони відрізняються від балад його попередників і сучасників.